# 씨맥
씨맥(본명: 김대호, 1990년 7월 7일~)은 대한민국의 전직 리그 오브 레전드 프로게이머이다. 프로게임단 지도자로도 활동했다. 선수 시절 포지션은 탑 라이너였으며 아이디는 CvMax였다. 현재 광동 프릭스 감독이다.

## 선수 경력
2014년 1월, Anarchy에 입단하면서 프로 커리어를 시작했다.
2014년 2월, 삼성 갤럭시 블루에 입단했다.
2014년 3월, 레블즈 아나키에 입단했다.

## 은퇴 후
선수 은퇴 후 인터넷 방송을 시작했다.
2017년 4월 3일, 1대1 LoL 서바이벌 대전에 참가했으며 결승전에서 나라카일을 꺾고 우승을 차지했다.

## 지도자 경력
2017년 7월, 그리핀의 코치로 지도자 생활을 시작했다. 2018시즌을 앞두고 팀의 감독으로 승격되었다. 2018 스프링 시즌 팀의 챌린저스 우승과 LCK 승격에 기여했다. 승격 후 첫 시즌인 2018 서머 시즌에서 팀은 준우승을 거두었고, 2019시즌에는 스프링과 서머 시즌 모두 준우승을 거두었다. 리프트 라이벌즈 2019에서는 LCK의 우승에 기여했다. 서머 시즌 종료 이후 갑작스럽게 계약이 종료되었다. 계약 종료 이후 그리핀 사건에 휘말리며 논란이 되기도 했다.
2020 스프링 시즌을 앞두고 드래곤X의 감독직에 부임했다. 드래곤X 부임 이후 그리핀 사건으로 인해 잠시 무기한 출장 정지 처분을 받기도 했으나 이내 징계가 해제되었다. 신예들 위주로 이루어진 팀에서 스프링 3위, 서머 2위의 성적을 보여주며 팀을 월드 챔피언십 본선으로 올리리는데 공헌했다. 월드 챔피언십에서 팀은 탑 e스포츠-플라이퀘스트-유니콘즈 오브 러브와 함께 D조에 편성되었으며 4승 2패로 2위로 조별리그를 통과했다. 하지만 8강전에서 담원 게이밍에 0-3으로 패배하며 탈락했다.
2020년 12월 14일 최성원 폭언·폭행 사건으로 e스포츠공정위원회로부터 5개월간 자격정지 처리되었다. 자격 정지 중 이어진 관련 재판에서 벌금 100만원이 선고되었다. 2021년 5월 15일, 공식적으로 징계가 해제되었으며 2021 서머 시즌을 앞두고 DRX의 감독으로 복귀했다. 서머 시즌 DRX의 감독으로 복귀했지만 서머 시즌 팀은 극도의 부진에 시달렸으며 2021시즌 종료 이후 DRX의 감독에서 물러났다.
2022시즌에는 휴식을 선언했으며 이 시기 인터넷 방송인으로 활동했다.
2022년 9월, 광동 프릭스의 감독으로 선임되었다.

## 소속팀

### 선수
| # | 팀명             | 소속 기간               | 소속 리그    | 비고 |
| - | ---------------- | ----------------------- | ------------ | ---- |
| 1 | Anarchy          | 2014.01 ~ 2014.02.12    | 아마추어     |      |
| 2 | 삼성 갤럭시 블루 | 2014.02.12 ~ 2014.03.04 | LCK          |      |
| 3 | 레벨즈 아나키    | 2014.03.04 ~ 2015.07.25 | 아마추어 LCK |      |

### 코칭스태프
| # | 팀명        | 직책 | 소속 기간               | 소속 리그 | 비고             |
| - | ----------- | ---- | ----------------------- | --------- | ---------------- |
| 1 | 그리핀      | 코치 | 2017.07.03 ~ 2017.11.20 | CK        |                  |
| 2 | 그리핀      | 감독 | 2017.11.20 ~ 2019.09.26 | CK LCK    |                  |
| 3 | DRX         | 감독 | 2019.11.05 ~ 2021.09.18 | LCK       | 기간 중 자격정지 |
| 4 | 광동 프릭스 | 감독 | 2022.09.22 ~            | LCK       |                  |

## 수상

### 감독

#### 그리핀
- 리그 오브 레전드 챌린저스 코리아 스프링 2018 우승
- 리그 오브 레전드 챔피언스 코리아 서머 2018 준우승
- 2018 LoL KeSPA컵 우승
- 리그 오브 레전드 챔피언스 코리아 스프링 2019 준우승
- 리프트 라이벌즈 2019 우승
- 리그 오브 레전드 챔피언스 코리아 서머 2019 준우승

#### DRX
- 리그 오브 레전드 챔피언스 코리아 서머 2020 준우승
- 리그 오브 레전드 월드 챔피언십 2020 8강